# Monelata aphrodite
Monelata aphrodite är en stekelart som först beskrevs av Nixon 1980.  Monelata aphrodite ingår i släktet Monelata, och familjen hyllhornsteklar. Arten är reproducerande i Sverige.